# Таласъми на работа
„Таласъми на работа“ (на английски: Monsters at Work) е американски анимационен сериал, разработен от Бобс Ганауей, който е излъчен премиерно по Дисни+ на 7 юли 2021 г. като част от поредицата „Таласъми ООД“ на Пиксар.
Базиран на директното продължение на „Таласъми ООД“, озвучаващия състав се състои от Били Кристъл и Джон Гудмън, които съответно се завръщат като гласовете на Майк Вазовски и Джеймс Пи Съливан („Съли“) от оригиналния филм и прелюдията „Университет за таласъми“; някои от другите озвучаващи актьори във филмите се завръщат в ролите си като гостуващи звезди.
За разлика от другите анимационни проекти в поредицата „Таласъми ООД“, Пиксар не продуцира сериала, който вместо това е продуциран от Дисни Телевижън Анимейшън; както и вторият сериал, който е базиран на филм за Пиксар след „Баз Светлинна година от звездното командване“, в който Пиксар служи като ко-продуцент.
Вторият сезон се излъчва премиерно на 5 април 2024 г. по Дисни Ченъл. Сериалът получава генерално позитивни отзиви от критиците.

## Актьорски състав и герои
- Били Кристъл – Майк Вазовски
- Джон Гудмън – Джеймс П. Съливан (Съли)
- Бен Фелдман – Тайлър Тъскмон
- Минди Калинг – Вал Литъл
- Хенри Уинклър – Фриц
- Лукас Неф – Дънкан Андерсън, Човешки баща (The Damaged Room), Ричард
- Алана Убах – Катрин Стърнс (Кътър), Карла Бентиз, Роузи Левин, Човешка майка (The Damaged Room)
- Бони Хънт – госпожа Флинт
- Къртис Армстронг – господин Кръмихам
- Дженифър Тили – Силия Май (първи сезон)[6]
- Роксана Ортега – Силия Май (втори сезон)
- Боб Питърсън – Роз, Рози (сестрата близначка на Роз, която заемата старата на работа на Роз)
- Стивън Стантън – Нидълмен и Смити, Джордж Сандърсън
- Кристофър Суиндъл – Джеф Фънгъс, Жлъч, Тед, Чък
- Айша Тайлър – Мили, майка на Тайлър
- Джон Раценбъргър – Бърнард (бащата на Тайлър),[7] Йети
- Дженифър Луис[8] – Баба Тъскмон
- Джо Ло Трульо и Али Уонг[8] – Джак и Джил
- Рис Дарби[8] – Роджър Роджърс
- Нейтън Филиън[8] – Джони Уортингтън III
- Обри Плаза[8] – Клеър Уортингтън
- Боби Мойнахан[8] – Чет Александър
- Бобс Ганауей – Отис, Рото (домашния любимец на Дънкан)
- Габриел Иглесиас – Гари Гибс
- Дий Брадли Бейкър – Уинчъстър
- Алфред Молина – професор Дерек Найт
- Джон Майкъл Хигинс – Аргъс Блинкс

### Гостуващи звезди (втори сезон)
- Дженифър Кулидж[8]
- Джанел Джеймс[8]
- Боуен Янг[8]
- Пoла Пел[8]
- Дани Пуди[8]
- Коуди Ригсби[8]
- Джими Татро[8]
- Дани Трехо[8]
- Алън Тюдик[8]

## Премиера
Сериалът дебютира на 7 юли 2021 г., който е пуснат всяка сряда седмично, и съдържа 10 епизода. Предишно е насрочен да излезе по някое време през 2020 г., но се премества в началото на 2021 г., после на 2 юли 2021 г., и след това на сегашната дата с премиера от два епизода. Линейната премиера на сериала се излъчва по Дисни Ченъл на 6 януари 2023 г., и по Disney XD на 9 януари 2023 г.

## В България
В България сериалът започва излъчване по локалната версия на Дисни Ченъл на 22 април 2024 г. с разписание всеки делник от 18:50 ч.

### Синхронен дублаж
| Роля           | Изпълнител        |
| -------------- | ----------------- |
| Съливън        | Мариан Маринов    |
| Майк           | Теодор Елмазов    |
| Вал            | Далия Георгиева   |
| Тайлър Тъскмън | Даниел Кукушев    |
| Фриц           | Сотир Мелев       |
| Кътър          | Михаела Тюлева    |
| Дънкан         | Константин Лунгов |
| Фънгъс         | Димитър Ангелов   |
| Тед Поули      | Димитър Ангелов   |
| Йети           | Димитър Ангелов   |
| Рози           | Василка Сугарева  |
| Роз            | Ася Рачева        |
| Роузи Левин    | Ася Рачева        |
| Мили Тъскмън   | Лина Шишкова      |
| Професор Найт  | Явор Караиванов   |
| Чарли          | Анатолий Божинов  |

| Обработка              | Александра Аудио |
| ---------------------- | ---------------- |
| Изпълнителен продуцент | Васил Новаков    |
| Режисьор на дублажа    | Ивет Лазарова    |

- Мариан Маринов замества Георги Тодоров, който дублира Съли в двата филма от поредицата.
- Димитър Ангелов замества покойния Иван Балсамаджиев, който е гласът на Фънгъс в „Таласъми ООД“.
- Далия Георгиева и Даниел Кукушев, озвучаващи съответно Вал и Тайлър, озвучават Мейлин Лий и Тайлър Нгуен-Бейкър в „Мей Червената панда“.
- Това е втората роля на актьора Сотир Мелев за Александра Аудио след „Киф“.